# Torchwood
Torchwood is een Britse sciencefiction-dramaserie met John Barrowman en Eve Myles in de hoofdrol. Het gaat over de activiteiten van het fictieve Torchwood Institute, dat zich bezighoudt met buitenaardse wezens.
Het eerste 13-delige seizoen werd door de BBC besteld als spin-offserie van Doctor Who. Torchwood werd geproduceerd door BBC Wales en voor het eerst uitgezonden op 22 oktober 2006 op BBC Three en BBC HD, het high definition-kanaal van de BBC. Vanaf 16 januari 2008 werd de tweede serie wekelijks uitgezonden op BBC Two. Het werd vanaf 26 januari 2008 uitgezonden op BBC America. In 2009 zond BBC One het derde seizoen genaamd "Children of Earth" dagelijks uit van 6 juli tot 10 juli.
In 2010 werd er een vierde seizoen aangekondigd. Dit seizoen telde tien afleveringen en is een coproductie tussen de BBC en de Amerikaanse zender Starz. Starz begon met het uitzenden van dit seizoen op 8 juli 2011. Op de BBC was het vierde seizoen vanaf 14 juli 2011 te zien.

In 2012 heeft Russell T. Davies laten weten dat hij voorlopig geen Torchwood meer gaat maken, maar dat het niet definitief geannuleerd is.
Sinds 26 januari 2010 is de serie ook te zien op de Vlaamse televisie, op het digitale kanaal Acht.
Tevens te zien op de themazender Syfy Universal.

## Achtergrond
In 2002, voordat Doctor Who zijn comeback beleefde, had Russell T. Davies het idee om een sciencefiction-/misdaadserie te maken in de stijl van Amerikaanse series als Buffy the Vampire Slayer en Angel. Dit idee, Excalibur, werd in de kast gezet tot 2005, toen Davies werd gevraagd een sf-serie te maken voor BBC Three. Tijdens de productie van die serie werd het codewoord "Torchwood" gebruikt om naar de serie te verwijzen die Doctor Who zou heten: "torchwood" is een anagram van "doctor who". Niemand mocht nog weten dat Doctor Who weer tot leven gewekt zou worden. Davies verbond later het woord "Torchwood" met zijn eerdere Excalibur-idee en besloot het een Doctor Who-spin-off te maken. Het woord "Torchwood" werd daarom meerdere malen gebruikt in afleveringen van Doctor Who in 2005 en 2006.
De serie speelt zich hoofdzakelijk af in Cardiff en volgt de belevenissen van de Welshe tak van het Torchwood Institute, dat buitenaardse incidenten op aarde onderzoekt en buitenaardse technieken gebruikt voor eigen gebruik. De organisatie werkt apart van de regering, de politie en de Verenigde Naties. De leidinggevende hier is Captain Jack Harkness (John Barrowman). In de serie loopt er een scheur door tijd en ruimte. Deze wordt The Rift genoemd. Regelmatig belanden er voorwerpen en levensvormen uit andere plekken in ruimte en tijd via The Rift in Cardiff. Ook neemt The Rift geregeld voorwerpen en levensvormen uit Cardiff mee en spuwt ze ergens anders uit.
Torchwood heeft veel connecties met Doctor Who. Het Torchwood Institute komt in het tweede seizoen van Doctor Who voor. Wanneer de Doctor en Rose koningin Victoria redden van een weerwolf, besluit zij het op het landgoed Torchwood het Torchwood Institute op te richten. Tijdens de finale van dat seizoen vallen Cybermen en Daleks het hoofdkwartier in Londen aan. Tijdens deze aanval wordt Torchwood Londen vernietigd.
De hoofdpersoon, Jack Harkness kwam oorspronkelijk in het eerste seizoen van Doctor Who voor. In de finale werd hij gedood door Daleks, maar terug tot leven gebracht door Rose. Zich niet bewust van dat Jack weer leefde, vertrokken de Doctor en Rose en lieten ze Jack achter. Wanneer Jack aan het einde van het eerste seizoen van Torchwood de TARDIS hoort, gaat hij erachteraan en beleeft hij weer een reeks avonturen met de Doctor. Iets wat in het derde seizoen van Doctor Who wordt vertoond. Martha Jones, die in datzelfde seizoen met de Doctor meereist, heeft in seizoen 2 van Torchwood een bijrol. In de finale van seizoen 4 van Doctor Who hebben Jack en de medewerkers van Torchwood ook een kleine rol.

## Verhaal

### Seizoen 1
Op een avond is de politieagent Gwen Cooper (Eve Myles) aan het werk bij een plaats delict waar een moord is gepleegd. Plotseling wordt de politie afgelost door een eenheid genaamd Torchwood. Gwen is ervan getuige hoe zij een handschoen gebruiken waarmee ze de dode man tot leven brengen en stellen hem vragen. Wanneer Gwen meer probeert uit te vinden over Torchwood, stuit ze op een geheime basis onder het Millennium Centre. Ze maakt kennis met Jack Harkness, de leider van Torchwood. Hij nodigt haar uit iets te gaan drinken en vertelt haar alles over Torchwood. Zonder dat Gwen het doorheeft, stopt Jack een amnesiepil in haar drinken, waardoor ze zich de volgende dag niets meer kan herinneren. Toch herinnert ze zich nog flarden van wat Jack haar heeft verteld en uiteindelijk krijgt ze haar geheugen terug. Wanneer ze terugkeert naar Torchwood, wordt ze geconfronteerd door Suzie Costello (Indira Varma). Zij bekent dat zij die man had vermoord om de buitenaardse handschoen te testen, en Gwen zou het volgende slachtoffer worden. Wanneer ze Gwen probeert te vermoorden, springt Jack ertussen en sterft. Jack blijkt echter onsterfelijk en komt weer tot leven, waarop Suzie zelfmoord pleegt. Uiteindelijk biedt Jack Gwen een baan aan bij Torchwood en Gwen accepteert dit.
Tijdens haar eerste werkdag stort er gelijk een meteoriet neer en een gasvormig wezen ontsnapt hieruit. Tijdens deze korte, maar heftige ontmoeting met het buitenaardse leert ze gelijk haar nieuwe collega's kennen: Owen Harper (Burn Gorman), de medische expert, Toshiko Sato (Naoko Mori), de technische expert, en de receptionist Ianto Jones (Gareth David-Lloyd), die ervoor zorgt dat alle sporen van Torchwood-activiteit worden uitgewist. Op een gegeven moment voelt ze de behoefte om met iemand over haar nieuwe leven te vertellen, maar kan dit niet doen met haar vriend Rhys (Kai Owen). Daarom krijgt ze een affaire met Owen. Toshiko, die stiekem verliefd op Owen is, trekt dit zich heel erg aan.
Wanneer er op een dag drie moorden worden gepleegd, waarbij er in alle gevallen met bloed het woord 'Torchwood' op de muur is geschreven, weet Torchwood de slachtoffers te linken aan Suzie Costello. Gwen gebruikt de buitenaardse handschoen om Suzie tijdelijk tot leven te wekken. Met haar hulp weten ze de moordenaar te vinden, maar te laat ontdekken ze dat Suzie de moordenaar voor haar dood had gehypnotiseerd om deze moorden te plegen, waardoor Torchwood op de link met haar zou komen en gedwongen zou worden haar weer tot leven te wekken. Terwijl Suzie meer levenskracht krijgt, wordt Gwen zwakker. Uiteindelijk weet Toshiko de handschoen te vernietigen, waardoor Suzie sterft.
Rhys begint op een gegeven moment dingen te vermoeden. Gwen heeft rare werktijden, vertelt hem niet meer alle details en neemt zelfs iemand mee waarvan ze beweert dat het haar nichtje is. Gwen kan het liegen niet meer aan en besluit om Rhys alles over Torchwood te vertellen, waarna ze hem een amnesiepil geeft.
Op een dag doorzoeken Toshiko en Jack een oud pand vanwege buitenaardse activiteit. Van het ene op het andere moment belanden ze in 1941. Hier ontmoeten ze een man die zich ook Captain Jack Harkness noemt. Jack legt aan Toshiko uit dat hij vroeger een tijdreiziger was en toen hij hier was (tijdens zijn ontmoeting met The Doctor en Rose in Doctor Who), nam hij de identiteit van deze man aan, aangezien hij bij een luchtaanval om het leven was gekomen. Onderhand ruziën Owen en Ianto in het hoofdkwartier over hoe ze Jack en Toshiko moeten redden. Owen wil de Rift openen, maar Ianto vindt dat risico te groot. Onderhand wordt Gwen vastgehouden door Bilis Manger (Murray Melvin), de conciërge van het pand. Uiteindelijk opent Owen de Rift, waardoor Gwen, Jack en Toshiko weer terug kunnen keren. Het openen van de Rift heeft echter grote gevolgen. Overal ter wereld verschijnen personen en voorwerpen uit andere tijdperken en plaatsen. Bilis Manger vertelt Torchwood om de Rift volledig te openen. Nadat hij Rhys doodt, weet hij Gwen te overtuigen om de Rift te openen, aangezien dat de enige manier is om Rhys terug te krijgen. Wanneer de Rift open is, bevrijdt Bilis een wezen genaamd Abbadon, die in de Rift opgesloten zat. Abbadon loopt door Cardiff en iedereen die in zijn schaduw staat, sterft. Uiteindelijk besluit Jack in zijn schaduw te gaan staan. Abbadon slaagt er niet in Jack te doden en sterft. De Rift wordt gesloten en alle gebeurtenissen na het openen van de Rift worden teruggedraaid. Ook Rhys leeft weer. Maar Jack, die tijdens zijn confrontatie met Abbadon stierf, is nog niet tot leven gekomen. Uiteindelijk komt Jack weer tot leven. Dan klinkt het geluid van de TARDIS, en Jack rent weg en verdwijnt.

### Seizoen 2
Het is enige maanden sinds Jacks verdwijning en Torchwood is zonder hem verdergegaan. Gwen is de nieuwe leider en is inmiddels verloofd met Rhys. Wanneer Jack terugkeert, wordt hij herenigd met John Hart (James Marsters), zijn oude partner uit de periode dat hij een tijdreizende oplichter was. John is hierheen gekomen om een zeldzame diamant te vinden die een vrouw die hij had vermoord had achtergelaten. Dit bleek echter een val te zijn en een DNA-bom, een bom die alleen afgaat als het aan specifiek DNA wordt gehecht, hecht zich aan John en dreigt af te gaan. John ketent zichzelf vast aan Gwen en dwingt Torchwood hem zo te helpen. Owen weet te voorkomen dat de bom afgaat door zijn eigen DNA in Johns bloed te spuiten. Jack gooit John terug in de Rift, maar voor hij vertrekt, vertelt hij Jack dat hij weet waar zijn broer Gray is.
Op een dag raakt Rhys betrokken bij een illegale handel in buitenaards vlees. Opnieuw besluit Gwen hem de waarheid te vertellen over Torchwood. Nadat Rhys Torchwood heeft geholpen om de handel te stoppen, moet Gwen Rhys opnieuw een amnesiepil geven, maar ze weigert dit en vanaf dat moment is Rhys zich van alles bewust wat haar vrouw doet.
Wanneer een buitenaards wezen de geheugens van de leden van Torchwood manipuleert, wordt meer duidelijk over Jacks broer Gray. Jack groeide samen met zijn ouders en zijn broer Gray op in de 51e eeuw op een aardkolonie genaamd Boeshane Peninsula. Toen buitenaardse wezens deze kolonie aanvielen, werd zijn vader gedood en waren Jack, Gray en hun moeder op de vlucht geslagen. In alle chaos raakte Jack Gray kwijt en sindsdien had hij hem nooit meer gezien. Torchwood weet de alien te verslaan door een geheugenpil te nemen en hem te vergeten, maar de alien wist voordat hij verslagen wordt Jacks laatste herinnering aan zijn vader. Onderhand krijgen Ianto en Jack een relatie met elkaar.
Wanneer Torchwood een aantal medische moorden probeert op te lossen, schakelen ze de hulp van Martha Jones in. Ze ontdekken een bedrijf dat met buitenaardse geneesmiddelen experimenteert, maar wanneer er vreemde bijwerkingen optreden, voelt het bedrijf zich gedwongen om proefkonijnen te vermoorden. Owen probeert het bedrijf te sluiten, maar wordt doodgeschoten door de eigenaar. Jack spoort een tweede handschoen op en wekt Owen tot leven, zodat ze nog afscheid van hen kunnen nemen. Owen blijft echter langer in leven en Torchwood ontdekt dat de handschoen anders werkt. Een wezen dat opgesloten zit in een andere dimensie probeert via Owen op aarde te komen. Owen verslaat het wezen en krijgt tijdelijk een aantal vitale functies. Hij kan horen, zien, bewegen en praten, maar verder niets. Hij heeft geen bloed, kan niet eten of drinken, kan niets ruiken, voelt geen pijn en zijn lichaam kan zichzelf niet meer genezen.
Onderhand staat er een vrolijkere gebeurtenis op de lijst: Gwen en Rhys gaan trouwen. Maar als Gwen de dag voor haar bruiloft gebeten wordt door een buitenaards wezen, wordt ze de volgende dag wakker en is ze zwanger van een buitenaards wezen. Het wezen brengt een ei via een beet in het lichaam van de gastheer, en zodra het ei volgroeid is, komt het wezen terug om het kind uit het gastheerlichaam te scheuren. Wanneer het buitenaardse wezen op de bruiloft aanwezig is, weet Torchwood haar op te sporen en te doden. Via buitenaardse technologie weten ze het ei te verwijderen. Alle gasten krijgen een amnesiepil en kunnen zich niets meer van buitenaardse wezens herinneren.
Wanneer Jack, Toshiko, Owen en Ianto een oud pakhuis doorzoeken, blijken er bommen te zitten. Het viertal raakt bedolven onder het puin en via flashbacks wordt getoond hoe ze ooit bij Torchwood terecht waren gekomen. Jack belandde, nadat de Doctor en Rose hem voor dood achterlieten, in 1899. Hier merkte hij dat hij onsterfelijk was en ook twee medewerkers van Torchwood hadden dat door. Ze boden hem een baan aan bij Torchwood, maar hij weigerde. Nadat een waarzegster hem vertelde dat hij de Doctor pas in de 21e eeuw weer zou zien, besloot hij als freelancer voor Torchwood te werken. In 1999 vermoordde de toenmalige leider van Torchwood, Alex Hopkins, zijn hele team. Hij had met buitenaardse technologie gezien wat de 21e eeuw hen zou brengen en vond dat hij er niet klaar voor was. Hij droeg Torchwood over aan Jack en pleegde zelfmoord. Toshiko werkte als technisch expert op het Ministerie van Defensie. Nadat criminelen haar moeder ontvoerden, dwongen ze haar om blauwdrukken van buitenaardse technologie te stelen en deze in elkaar te zetten. Toshiko werd betrapt en gearresteerd. Jack was onder de indruk van haar werk en bood haar een baan aan bij Torchwood. Owen was verloofd, maar zijn verloofde Katie had een hersentumor. De tumor bleek echter een buitenaardse parasiet te zijn, die Katie en alle artsen doodde. Jack probeerde de boel te verdoezelen, maar Owen was vastbesloten om de waarheid aan het licht te brengen. Jack waardeerde deze vasthoudendheid en bood hem een baan bij Torchwood aan. Ianto werkte ooit voor Torchwood in Londen. Nadat dat vernietigd werd, ging hij naar Cardiff en probeerde daar bij Torchwood te gaan werken. Jack weigerde in eerste instantie, maar besloot hem toch aan te nemen toen ze samen een Pterodactylus wisten te vangen.
Het viertal wordt gered en ontdekt dat John Hart hierachter zat, die Gray gevangen heeft genomen. John Hart heeft onderhand een hoop explosieven in Cardiff geïnstalleerd en Torchwood voert een race tegen de klok uit om de explosieven te stoppen. John lokt Jack naar Cardiff in het jaar 27 na Christus. Hier blijkt dat Gray John gehersenspoeld had en hem gebruikte om wraak te nemen op Jack. Onder dwang van Gray begraaft John Jack levend en Gray en John keren ze terug naar Cardiff, 2008. Hier schiet Gray Toshiko neer. Onderhand wordt Jack door Torchwood opgegraven in 1909. Hij overtuigt de toenmalige Torchwoodmedewerkers ervan om hem in te vriezen en te laten ontdooien in 2008. De stervende Toshiko weet Owen instructies te geven om een explosie bij een kernreactor te voorkomen, maar daarbij wordt Owens lichaam vernietigd door straling. Wanneer Jack ontdooit, weet hij Gray gevangen te nemen en hij vriest hem in, maar voor Owen en Toshiko is het al te laat.

### Seizoen 3
Op een dag staan alle kinderen op de wereld op hetzelfde moment stil. Ze doen niets en reageren nergens meer op. Twee uur later gebeurt hetzelfde. Maar nu verkondigen ze allemaal een boodschap: "Wij komen terug". Torchwood gaat dit onderzoeken, maar de Britse regering wil niet dat Torchwood zich hiermee bemoeit en probeert hen uit de weg te ruimen. Hun hoofdkwartier wordt vernietigd en Gwen, Jack, Ianto en Rhys vluchten naar Londen. Ze ontdekken dat een buitenaards wezen genaamd de '456' dit doet en ontdekken dat de regering in 1965 hier een deal mee had gesloten. Toen gaven ze twaalf weeskinderen, die door het wezen als een kalmeringsmiddel werden gebruikt. Nu is de 456 terug en eist tien procent van alle kinderen. Wanneer de regering dit weigert, eist de 456 alle kinderen. Ianto en Jack confronteren de 456, die zich in het Thames House ophoudt, maar die laat een giftig gas los, waardoor iedereen in het gebouw, inclusief Ianto en Jack, sterft. Jack keert weer terug, maar is kapot van de dood van zijn geliefde. Na deze aanval besluit de regering toe te geven en begint alle kinderen af te voeren. Uiteindelijk besluit Jack een kind te gebruiken om de psychische kracht die de 456 kan uitoefenen te versterken en terug te kaatsen. Dit kind is zijn kleinzoon Steven. De 456 wordt gedood, maar Steven overleeft dit niet. Uiteindelijk besluit Jack om Torchwood op te heffen.

### Seizoen 4
Sinds het einde van seizoen 3 zijn er twee jaar voorbij gegaan. Jack reist rond, en Gwen en Rhys leiden samen met hun dochter Anwen een teruggetrokken bestaan. Op een dag stopt iedereen met doodgaan. Mensen raken gewond, worden ziek en oud, maar ze blijven leven. 'The Miracle' wordt dit genoemd. Ook Gwen krijgt hiermee te maken, wanneer haar vader een hartaanval krijgt die hem eigenlijk fataal had moeten zijn. De CIA-agenten Rex Matheson (Mehki Phifer) en Esther Drummond (Alexa Havins) ontdekken een mogelijke link met Torchwood en ze proberen Gwen en Jack op te sporen en naar Amerika te halen. Terwijl ze dit doen, worden ze opgejaagd door de CIA zelf en het viertal slaat op de vlucht. Onderhand ontdekt Jack dat hij juist sterfelijk is geworden.
Onderhand wordt de pedofiele moordenaar Oswald Danes (Bill Pullman) ter dood gebracht door de dodelijke injectie. Hij overleeft dit echter en door een gat in de Amerikaanse wetgeving wordt hij vrijgelaten. Wanneer hij in een praatprogramma zijn spijt betuigt, wordt hij een mediapersoonlijkheid en het farmaciebedrijf PhiCorp, die ontzettend veel baat heeft bij The Miracle, besluit om Oswald het nieuwe gezicht van PhiCorp te maken.
Torchwood krijgt PhiCorp ook in de gaten en besluit in te breken bij hun hoofdkantoor in Los Angeles om meer te weten te komen. Ze komen erachter dat PhiCorp mensen heeft ingedeeld in drie categorieën: categorie 1 zijn mensen die dood hadden moeten zijn en geen bewustzijn meer hebben, categorie 2 zijn mensen die dood hadden moeten zijn, maar nog wel normaal kunnen functioneren en categorie 3 zijn gezonde mensen. De mensen die in categorie 1 en 2 vallen, worden meegenomen en afgevoerd naar speciale kampen, 'Overflow Camps'. Gwen krijgt te horen dat haar vader ook in zo'n kamp zit. Ze gaat terug naar Wales een slaagt erin hem te redden. Onderhand gaan Rex, Esther en Rex' vriendin, de chirurg Vera Juarez (Arlene Tur) undercover bij een kamp in Californië. Ze ontdekken dat alle mensen uit categorie 2 zo slecht behandeld worden dat ze vanzelf categorie 1 worden en dat mensen uit categorie 1 in grote verbrandingsovens worden gezet om daar een pijnlijk bestaan te lijden. Wanneer Vera dit ontdekt en haar dekmantel verdwenen is, wordt ze neergeschoten en in zo'n oven gestopt. Rex en Esther weten wel weg te komen. Onderhand confronteert Jack de directeur van PhiCorp, maar die beweert niets te maken te hebben met The Miracle. Wel noemt hij het woord 'Blessing' extreem vaak.
Wanneer Gwen weer terug is in Amerika, neemt een onbekende contact met haar op. Ze hebben haar familie gegijzeld en ze willen Jack hebben. Via flashbacks wordt getoond dat Jack in 1927 een relatie had met de Italiaanse immigrant Angelo Colasanto. Toen die ontdekte dat Jack onsterfelijk was, werd hij afgunstig. Angelo's familie zag Jack als een duivel en probeerde hem tevergeefs te doden. Na de slachtpartij verzamelden drie onbekende mannen Jacks bloed en besloten dit te gebruiken om rijk en machtig te worden. De persoon die Jack wilde hebben is Olivia Colasanto, de kleindochter van Angelo. Zij vertelt hun dat de nakomelingen van de drie mannen een machtig instituut zijn geworden, The Three Families genaamd. Zij hebben Jacks bloed gebruikt om The Miracle te veroorzaken. The Three Families hebben ook de CIA geïnfiltreerd en voor Olivia meer kan vertellen, wordt zij in een auto opgeblazen. Rex doet alsof hij nog steeds trouw is aan de CIA door Jack neer te schieten. Jack en Esther slaan op de vlucht en Gwen wordt terug naar Wales gestuurd. Oswald komt erachter dat de mensheid nog een vierde categorie kent, categorie 0, veroordeelde criminelen die net als categorie 1 in de verbrandingsoven worden gegooid. Wanneer hij dit ontdekt, slaat hij op de vlucht.
Twee maanden later is Gwen in Wales. Inmiddels hebben de autoriteiten ontdekt dat zij haar vader uit een Overflow Camp heeft gesmokkeld en hebben hem weer opgenomen. Dan weten Esther en Jack het huis van Gwen te bereiken. Ook Oswald Danes is op dat moment in Wales en komt bij Gwen aan. Hij heeft informatie van PhiCorp. Vlak voor The Miracle gebeurde, werden er op hetzelfde moment twee bloedbanken in Shanghai en Buenos Aires opgeblazen. Ze beseffen dat deze twee steden precies tegenover elkaar op de aardbol liggen. Terwijl Gwen, Jack en Oswald naar Shanghai vertrekken, gaan Rex en Esther naar Buenos Aires. Hier ontdekken ze dat het bloed van Jack naar een specifieke plaats wordt getrokken. Er blijkt een tunnel door de aarde te lopen tussen Buenos Aires en Shanghai. Deze tunnel, "The Belssing", heeft een symbiose met de mensheid. The Three Families konden iedereen onsterfelijk maken door Jacks onsterfelijke bloed op hetzelfde moment vanaf beide kanten door de tunnel te gooien. Door Jacks sterfelijke bloed nu op hetzelfde moment door beide kanten van de tunnel te gooien, kan The Miracle ongedaan gemaakt worden. The Families proberen het bloed dat Jack had laten aftappen en dat nu in Buenos Aires is te vernietigen door de truck op te blazen waar het zich bevond. Rex en Esther hadden zich hierop voorbereid en hadden al Jacks bloed in Rex' lichaam gepompt. Voordat Jack en Rex allebei hun bloed af kunnen staan, wordt Esther neergeschoten. Het beëindigen van The Miracle zal haar dood worden. Toch besluiten ze door te gaan met het plan. The Miracle wordt beëindigd en Esther sterft. Onderhand blaast Oswald zichzelf met de tunnel op, zodat dit nooit meer kan gebeuren.
Op de begrafenis van Esther ontdekt Rex dat een van zijn collega's een mol van The Families was. Deze collega schiet hem dood, maar Rex blijkt, sinds Jacks bloed door zijn aderen stroomt, ook onsterfelijk te zijn.

### Personages
| Personage       | Acteur             | Series   | Series   | Series   | Series   |
| Personage       | Acteur             | 1        | 2        | 3        | 4        |
| --------------- | ------------------ | -------- | -------- | -------- | -------- |
| Jack Harkness   | John Barrowman     | Hoofdrol | Hoofdrol | Hoofdrol | Hoofdrol |
| Gwen Cooper     | Eve Myles          | Hoofdrol | Hoofdrol | Hoofdrol | Hoofdrol |
| Ianto Jones     | Gareth David-Lloyd | Hoofdrol | Hoofdrol | Hoofdrol |          |
| Owen Harper     | Burn Gorman        | Hoofdrol | Hoofdrol |          |          |
| Toshiko Sato    | Naoko Mori         | Hoofdrol | Hoofdrol |          |          |
| Suzie Costello  | Indira Varma       | Bijrol   |          |          |          |
| Rhys Williams   | Kai Owen           | Bijrol   | Bijrol   | Hoofdrol | Hoofdrol |
| Andy Davidson   | Tom Price          | Bijrol   | Bijrol   | Bijrol   | Bijrol   |
| Martha Jones    | Freema Agyeman     |          | Bijrol   |          |          |
| Rex Matheson    | Mekhi Phifer       |          |          |          | Hoofdrol |
| Esther Drummond | Alexa Havins       |          |          |          | Hoofdrol |
| Oswald Danes    | Bill Pullman       |          |          |          | Hoofdrol |

## Andere media
Behalve op televisie is Torchwood ook in vele andere media verschenen. Tussen 2007 en 2012 zijn er 19 boeken uitgegeven die door verschillende schrijvers zijn geschreven. Deze boeken bevatten elk een opzichzelfstaand verhaal dat zich tussen de afleveringen van Torchwood afspeelt. Boeken 16, 17 en 18 First Born, Long Time Dead en The Men who Sold the World dienen als proloog voor het vierde seizoen en vertellen respectievelijk wat er met Gwen en Rhys gebeurde na seizoen 3, wat er gebeurde met de resten van het hoofdkwartier van Torchwood na de vernietiging in seizoen 3 en wat Rex uitvoerde voordat hij met Torchwood in aanraking kwam. Ook is elk boek uitgegeven als luisterboek en is er ook een aantal boeken die exclusief als luisterboek zijn uitgegeven.
Ook had Torchwood haar eigen 'The Making Of'-programma:  Torchwood: Declassified. Tijdens de eerste twee seizoenen werd dit na elke aflevering uitgezonden. Een aflevering duurde tien minuten en werd direct na de Torchwood-aflevering uitgezonden. Torchwood: Declassified bood een kijkje achter de schermen en besprak de gebeurtenissen van de aflevering. Op de dvd van seizoen 3 staat een 'The Making Of' die 30 minuten duurt. Op de dvd van seizoen 4 staan twee 'The Making Of'-afleveringen, waarvan er eentje 30 minuten duurt en de andere 15.
In september 2008 werd er een hoorspel over Torchwood op BBC Radio 4 met de titel Lost Souls uitgezonden, dat zich tussen seizoen 2 en 3 afspeelde. In juli 2009 zond BBC Radio 4 nog eens drie hoorspelen uit, Asylum, Golden Age en The Dead Line, die zich allemaal vlak voor seizoen 3 afspeelden. In mei 2011 werden de laatste drie hoorspelen uitgezonden, Submission, The Devil and Miss Carew en House of the Dead. De eerste twee spelen zich af voor seizoen 3, de laatste speelt zich daarna af.
Sinds 2007 gaf Titan Magazines Torchwood Magazine uit. Dit stond vol met interviews, kijkjes achter de schermen, korte verhalen en stripverhalen. De laatste uitgave verscheen in 2011.
In 2011 produceerde Starz een geanimeerde webserie Torchwood: Web of Lies. De gebeurtenissen van deze webserie liepen parallel aan het vierde seizoen.